# Dominik Reinhardt
Dominik Reinhardt (* 19. Dezember 1984 in Leverkusen) ist ein ehemaliger deutscher Fußballspieler und heutiger -trainer.
Seit 2025 ist Reinhardt Co-Trainer der zweiten Mannschaft des FC Augsburg.

## Karriere

### Verein
Reinhardt ist der Sohn des ehemaligen deutschen Fußball-Nationalspielers Alois Reinhardt. Er erlernte beim damaligen Verein seines Vaters Bayer 04 Leverkusen das Fußballspielen mit 4 ½ Jahren. Weitere Stationen in seiner Jugendfußballzeit waren der FC Bayern München und der TSV Höchstadt, bevor er 2000 zum 1. FC Nürnberg wechselte.

#### 1. FC Nürnberg
Nach fortgesetzter Ausbildung dort, feierte er sein Erstligadebüt am 24. Mai 2003 beim Heimspiel gegen Bayer 04 Leverkusen. Trainer Wolfgang Wolf hatte den damals 18-Jährigen für dieses Spiel, bei dem der 1. FC Nürnberg bereits als Absteiger feststand, erstmals in den Kader der Profimannschaft berufen.
In der folgenden Zweitligasaison gehörte Reinhardt fest zum Kader der ersten Mannschaft, kam aber unter anderem wegen des am Ende der Saison abgelegten Abiturs nur auf zehn Einsätze. In der Spielzeit 2004/05 brauchte er, nach geschafftem Wiederaufstieg des 1. FC Nürnberg, einige Zeit, bis er in der ersten Bundesliga Fuß fassen konnte. Nur fünfmal kam er in der Hinrunde zum Einsatz, dann spielte er aber in den letzten acht Saisonspielen auf seiner Stammposition, der rechten Abwehrseite. Außerdem steuerte er in dem Jahr zwei Torvorlagen bei.
Ab 2005/06 war Reinhardt dann Stammspieler im Erstliga-Kader des 1. FC Nürnberg, für den er am 22. Oktober 2005 im Spiel gegen Arminia Bielefeld sein einziges Bundesligator erzielte. In der Saison 2006/07, in der Nürnberg zusammen mit Schalke 04 die beste Abwehrreihe der Liga stellte, war er als einziger Clubspieler bis zum 27. Spieltag in jeder Spielminute in Pokal und Meisterschaft im Einsatz, bevor er verletzt ausgewechselt werden musste. Nach vier Spieltagen Auszeit kehrte er wieder zurück und spielte in den verbleibenden Saisonspielen ebenso wie im DFB-Pokalfinale am 26. Mai 2007. Dort gab er die Vorlage zum zwischenzeitlichen 1:1 und trug damit zum Pokalsieg des 1. FC Nürnberg bei.
Die folgende Saison verlief dagegen tragisch für Reinhardt. Er hatte von Anfang an mit seiner Form zu kämpfen, musste aber immer wieder durchspielen, weil der Ersatzspieler auf seiner Position, Lars Jacobsen, verletzt ausfiel. So hatte er am 25. Spieltag mehr Einsatzminuten als alle anderen Clubspieler, als er erstmals in der Saison nicht in der Startformation stand. Nach 23 Spielminuten wurde er dann aber wieder für den verletzten Jawhar Mnari eingewechselt. Doch bereits beim ersten Antritt zog er sich einen Muskelfaserriss zu und er musste umgehend wieder ausgewechselt werden. Damit war auch die Saison für ihn vorzeitig beendet und er musste von der Tribüne zusehen, wie der 1. FC Nürnberg am Ende aus der 1. Liga abstieg.
In der Saison 2008/09 spielte er für den 1. FC Nürnberg in der 2. Bundesliga und kam dort in der Hinrunde auch noch regelmäßig zum Einsatz. Als in der Winterpause jedoch Dennis Diekmeier von Werder Bremen II für die rechte Außenbahn verpflichtet und die Abwehr neu formiert wurde, verlor Reinhardt seinen Stammplatz und kam in der Rückrunde nur noch als Einwechselspieler zum Einsatz.

#### FC Augsburg
Am 21. Juli 2009 wurde er für ein Jahr bis zum 30. Juni 2010 an den FC Augsburg ausgeliehen, um dort den Abwehrverbund zu verstärken. Er bestritt am 31. Juli sein erstes Pflichtspiel in der ersten Runde des DFB-Pokals 2009/10. In der Liga kam er in der Hinrunde in jedem Spiel zum Einsatz. Auch in der Rückrunde blieb er Stammspieler und Leistungsträger und hatte Anteil an einer der erfolgreichsten Saisons der Vereinsgeschichte, denn Augsburg erreichte das Pokal-Halbfinale und die Relegation um die Erste Bundesliga, wo jedoch Reinhardts früherer Verein Nürnberg die Oberhand behielt. Am 8. Mai 2010 wurde Reinhardt vom FC Augsburg fest verpflichtet und unterschrieb einen Vertrag bis 2013, der für die erste und zweite Bundesliga Gültigkeit besaß. Die Ablösesumme soll 400.000 € betragen haben. Kurz vor dem Auslaufen des Vertrages verlängerten Reinhardt und der Verein um ein weiteres Jahr, ein schließlich zum 1. Juli 2015 auslaufender Vertrag wurde nicht verlängert. Anfang 2016 wurde bekanntgegeben, dass Reinhardt die Reservemannschaft des FC Augsburg als spielender Co-Trainer unterstützen wird.
Im August 2017 trat Reinhardt die Nachfolge von Christian Wörns als Cheftrainer der U-23 des FCA an. Am 16. Oktober 2018 trat Reinhardt zurück, nach eigener Aussage für einen neuen Impuls. Die Mannschaft belegte zu diesem Zeitpunkt Rang 12 in der Regionalliga Bayern, was nicht den Erwartungen entsprach. Von Januar 2019 bis Ende Juni 2024 war er als Individualtrainer im Nachwuchsleistungszentrum des FC Augsburg tätig. Danach war er für eine Saison Co-Trainer der U17 des FC Augsburg. Seit Juni 2025 ist Reinhardt Co-Trainer der Augsburger U-23 und assistiert an der Seite von Markus Feulner.

### Nationalmannschaft
Dominik Reinhardt war auch deutscher Jugendnationalspieler. Nachdem er 2003/04 zweimal in der U20 zum Einsatz gekommen war, wurde er am 15. August 2006 von U21-Bundestrainer Dieter Eilts erstmals in die U21-Nationalmannschaft berufen, in der er fünfmal hintereinander vor dem Erreichen der Altersgrenze antrat.

## Erfolge
- DFB-Pokal-Sieger 2007 (mit dem 1. FC Nürnberg)
- Aufstieg in die Bundesliga 2004 und 2009 (mit dem 1. FC Nürnberg) und 2011 (mit dem FC Augsburg)